# Чэнь Цзыан
Чэнь Цзыа́н (кит. трад. 陳子昂, упр. 陈子昂, пиньинь Chén Zĭ'áng, 661, Шэхун, империя Тан — 702), взрослое имя Бою́й (伯玉) — китайский поэт эпохи начала империи Тан, бывший почти современником «четырёх выдающимися поэтов»: Ван Бо, Ян Цзюна, Ло Биньвана, Лу Чжаолиня.

## Биография
Родился в уезде Шэхун области Цзичжоу (современная провинция Сычуань). В 684 году сумел сдать государственные экзамены, получив личное одобрение от императрицы У Цзэтянь, которой понравился его доклад трону, посвящённый различным актуальным проблемам, и которая дала ему пост своего личного секретаря, а впоследствии цензора государственного совета.
В 694 году Цзыан допустил серьёзную судебную ошибку, за что был подвергнут тюремному заключению, но спустя год вышел из тюрьмы и смог остаться на государственной службе, участвуя, в частности в карательных операциях против киданей на северных границах империи в качестве штабного офицера. Вышел в отставку в 698 году, вернувшись в родные края, где вскоре вследствие своего сложного и неуживчивого характера у него случился конфликт с начальником уезда. В итоге по приказу чиновника против поэта сфабриковали обвинение и посадили его в тюрьму, где он и провёл последние годы своей жизни.

## Значение в культуре
Чэнь Цзыан считается одним из самых ярких представителей классической поэзии эпохи Тан и одним из основателей поэтического жанра ин (поэтические описательные экспромты). Наиболее известны его стихотворения «Песня о восшествии на Юйчжоускую башню», «Поражённый встречей».